# Sobral (Carregal do Sal)
Sobral – parafia (freguesia)  w gminie Carregal do Sal, w Portugalii. Według danych na rok 2011 parafię zamieszkiwały 273 osoby, a gęstość zaludnienia wyniosła 53,4 os./km².

## Klimat
Średnia temperatura wynosi 14 °C. Najcieplejszym miesiącem jest sierpień (24 °C), a najzimniejszym styczeń (6 °C). Średnia suma opadów wynosi 1127 milimetrów rocznie. Najbardziej wilgotnym miesiącem jest styczeń (154 milimetrów opadów), a najbardziej suchym jest sierpień (5 milimetrów opadów).